# طوارئ الصم الدولية
طوارئ الصم الدولية ، IDE (بالإنجليزية: International Deaf Emergency)‏ هي منظمة إنسانية دولية، تم إنشاؤها في فبراير 2010 من قبل ميكايل فريس الأمريكي والفرنسي إيمانويل جاك.

## الرسالة
مهامهم هي:
- حالة طوارئ
- التنمية وإعادة الإعمار
- حقوق الإنسان

## التاريخ

### المؤسسة وزلزالهايتي2010
في 12 من يناير 2010، ضرب زلزال قوته 7.3 درجة بمقياس ريختر غرب هايتي وخاصة عاصمتها بورت أو برنس. تبعه أكثر من مائة هزة تابعة. هذا هو الزلزال الأكبر والأكثر دموية في تاريخ هايتي، ووصل إلى تعطيل كامل لسير العمل في الدولة، وانهيار العديد من المباني العامة مثل القصر الرئاسي. نتائج هذه الكارثة الزلزالية تصل إلى أكثر من 300000 قتيلا، 300000 إصابة و 1.2 مليون مشرد.
من بين الضحايا الهايتيين، فقد صم أيضًا منازلهم وواجهوا صعوبة في الحصول على مساعدة مثل الرعاية والأطعمة بسبب عدم تمكنهم من إجراء مكالمات صوتية.
تم إنشاء جمعية IDE لهذا السبب في فبراير 2010 من قبل مؤسسين: ميكائيل فريس وإيمانويل جاك. وهي تتعاون مع البعثة الدولية للمياه، والصليب الأحمر الفرنسي، والسفارة الفرنسية في هايتي وأصدقاء هايتي للصم، مما أدى إلى أول مخيم إنساني تم إنشاؤه خصيصًا من أجل الصم في هايتي. تجمع طوارئ الصم الدولية أكثر من مليون دولار لبناء 168 منزلاً وقرية وكنيسة. يساعد فريقها في إنشاء جمعيات محلية للصم واتحادهم لأول مرة في تاريخ الصم في هايتي.

### نيبال
زار فريق IDE نيبال للإشراف على المساعدات الإنسانية للصم.

## مذكرة التفاهم
وقع الاتحاد العالمي للصم وطوارئ الصم الدولية مذكرة تفاهم

## روابط خارجية
- الموقع الرسمي
- هايتي، مصدر الأمل في برنامج «العين واليد»، تم بثه في 8 أكتوبر 2012